# Маккормік (округ, Південна Кароліна)
Шаблон:StateAbbr_ 33°54′ пн. ш. 82°18′ зх. д. / 33.9° пн. ш. 82.3° зх. д.
Округ Маккормік (англ. McCormick County) — округ (графство) у штаті Південна Кароліна, США. Ідентифікатор округу 45065.

## Історія
Округ утворений 1914 року.

## Демографія
За даними перепису 
2000 року 
загальне населення округу становило 9958 осіб, усе сільське.
Серед мешканців округу чоловіків було 5299, а жінок — 4659. В окрузі було 3558 домогосподарств, 2604 родин, які мешкали в 4459 будинках.
Середній розмір родини становив 2,82.
Віковий розподіл населення поданий у таблиці:
| Стать    | До 15 років | 15-21 | 22-29 | 30-39 | 40-49 | 50-65 | 65-85 | Понад 85 |
| -------- | ----------- | ----- | ----- | ----- | ----- | ----- | ----- | -------- |
| Чоловіки | 772         | 531   | 632   | 832   | 775   | 1043  | 671   | 43       |
| Жінки    | 741         | 380   | 341   | 558   | 658   | 1050  | 796   | 135      |

## Суміжні округи
- Грінвуд — північний схід
- Еджфілд — схід
- Колумбія, Джорджія — південь
- Лінкольн, Джорджія — захід
- Елберт, Джорджія — північний захід
- Аббвілл — північний захід

## Виноски
1. ↑  U.S. Decennial Census. United States Census Bureau. Архів оригіналу за 26 квітня 2015. Процитовано 18 березня 2015.
2. ↑  Historical Census Browser. University of Virginia Library. Архів оригіналу за 11 серпня 2012. Процитовано 18 березня 2015.
3. ↑  Forstall, Richard L., ред. (27 березня 1995). Population of Counties by Decennial Census: 1900 to 1990. United States Census Bureau. Архів оригіналу за 2 лютого 2015. Процитовано 18 березня 2015.
4. ↑  Census 2000 PHC-T-4. Ranking Tables for Counties: 1990 and 2000 (PDF). United States Census Bureau. 2 квітня 2001. Архів оригіналу (PDF) за 18 грудня 2014. Процитовано 18 березня 2015.
5. ↑  State & County QuickFacts. United States Census Bureau. Архів оригіналу за 17 липня 2011. Процитовано 25 листопада 2013.(англ.) Наведено за англійською вікіпедією.
6. ↑  American FactFinder. Бюро перепису населення США. Архів оригіналу за 26 лютого 2012. Процитовано 31 січня 2008.

| США | Це незавершена стаття з географії США. Ви можете допомогти проєкту, виправивши або дописавши її. |